# Municipio de Stewart (Pensilvania)
El municipio de Stewart (en inglés: Stewart Township) es un municipio ubicado en el condado de Fayette en el estado estadounidense de Pensilvania. En el año 2000 tenía una población de 743 habitantes y una densidad poblacional de 6 personas por km².

## Geografía
El municipio de Stewart se encuentra ubicado en las coordenadas 39°54′00″N 79°26′59″O / 39.90000, -79.44972.

## Demografía
Según la Oficina del Censo en 2000 los ingresos medios por hogar en la localidad eran de $32,917 y los ingresos medios por familia eran de $35,060. Los hombres tenían unos ingresos medios de $26,786 frente a los $16,563 para las mujeres. La renta per cápita de la localidad era de $15,754. Alrededor del 11% de la población estaba por debajo del umbral de pobreza.